# Chris James (Fußballspieler)
Christopher „Chris“ Paul James (* 4. Juli 1987 in Wellington) ist ein neuseeländischer ehemaliger Fußballspieler auf der Position eines offensiven Mittelfeldspielers.

## Vereinskarriere
James ging 13-jährig nach England und kam nach einem erfolglosen Probetraining beim FC Arsenal schließlich in die Jugendabteilung des FC Fulham. 2006 unterschrieb er einen Profivertrag bei Fulham, schaffte den Sprung ins Profiteam aber nicht und spielte bis zu seinem Abgang in der Reservemannschaft. Im Frühjahr 2008 wechselte er zum amtierenden finnischen Meister Tampere United, bei dem er bereits der vierte Neuseeländer der Klubgeschichte nach Lee Jones (1999–2001), Noah Hickey (2001–2003) und Gerard Davis (2002) wurde.
Seine erste Saison bei Tampere verlief durchwachsen, so kam er in seinen 17 Einsätzen auf drei Treffer, Tampere beendete die Saison lediglich auf dem siebten Rang. In der Saison 2009 wurde er kaum mehr berücksichtigt und verließ den Klub am Saisonende. Ende März 2010 erhielt er beim englischen Viertligisten FC Barnet einen Vertrag bis Saisonende, der allerdings nicht verlängert wurde. 2011 heuerte er in Australien bei den APIA Leichhardt Tigers in der NSW Premier League an und absolvierte dort bis zu seinem Abgang 2012 18 Ligaspiele, in denen er vier Mal zum Torerfolg kam. Noch im selben Jahr schloss er sich dem finnischen Erstligisten Kuopion PS an und blieb dort bis nach der Saison 2013.
Es folgten weitere Stationen beim CS Sedan in Frankreich, den finnischen Vereine Ekenäs IF und Haka Valkeakoski, Colorado Springs Switchbacks in den USA und bei den Australiern des Eastern Suburbs FC. Anschließend kehrte er wieder nach Finnland zurück und spielte für Kotkan Työväen Palloilijat. Seit 2020 steht er nun bei Zweitligist Klubi 04 unter Vertrag.

## Nationalmannschaft
James spielte für diverse englische Jugendauswahlen, bevor er im Sommer 2006 in die neuseeländische A-Nationalmannschaft berufen wurde und in einem Freundschaftsspiel gegen den amtierenden Weltmeister Brasilien sein Länderspieldebüt gab. Im Januar 2007 nahm er mit der neuseeländischen U-20-Auswahl am ozeanischen Qualifikationsturnier für die Junioren-WM 2007 teil und war beim Turniersieg mit sechs Treffern in sechs Partien bester Torschütze seines Teams. Die WM-Endrunde verpasste James, da er wenige Tage vor Turnierbeginn aus persönlichen Gründen abreiste. Nach einigen weiteren Einsätzen, darunter drei Partien in der Qualifikation für die WM 2010, nominierte Nationaltrainer Ricki Herbert James für den Konföderationen-Pokal 2009 in Südafrika. Bei den Play-offs zur Weltmeisterschaft 2014 gegen die mexikanische Nationalmannschaft erzielte er sowohl im Hinspiel (Endstand: 1:5) als auch im Rückspiel (2:4) jeweils einen Treffer. Die Mannschaft konnte sich letztlich nach diesen beiden Niederlagen nicht für die WM qualifizieren. Im gleichen Jahr bestritt er noch drei weitere Partien und wurde anschließend nicht mehr nominiert.

## Erfolge
- Finnischer Ligapokalsieger: 2009

## Auszeichnungen
- New Zealand International Young Player: 2006[6]